# 聖地牙哥 (加利福尼亞州)
（别譯聖地亞哥）是美国加利福尼亚州聖地牙哥郡的首府，因位於太平洋沿岸城市，故以氣候溫暖和沙灘眾多而著名，地處美國本土的極端西南角，紧邻鄰國墨西哥的提華納。在2018年，該市的總人口為1,425,976人，使其在人口數量方面躍升至加州第二大城以及美國第八大城。此外，該市也是聖地亞哥-提華納都市圈的經濟中心。該經濟圈的總人口在2006年達到290万人，為美國第17大都會區。

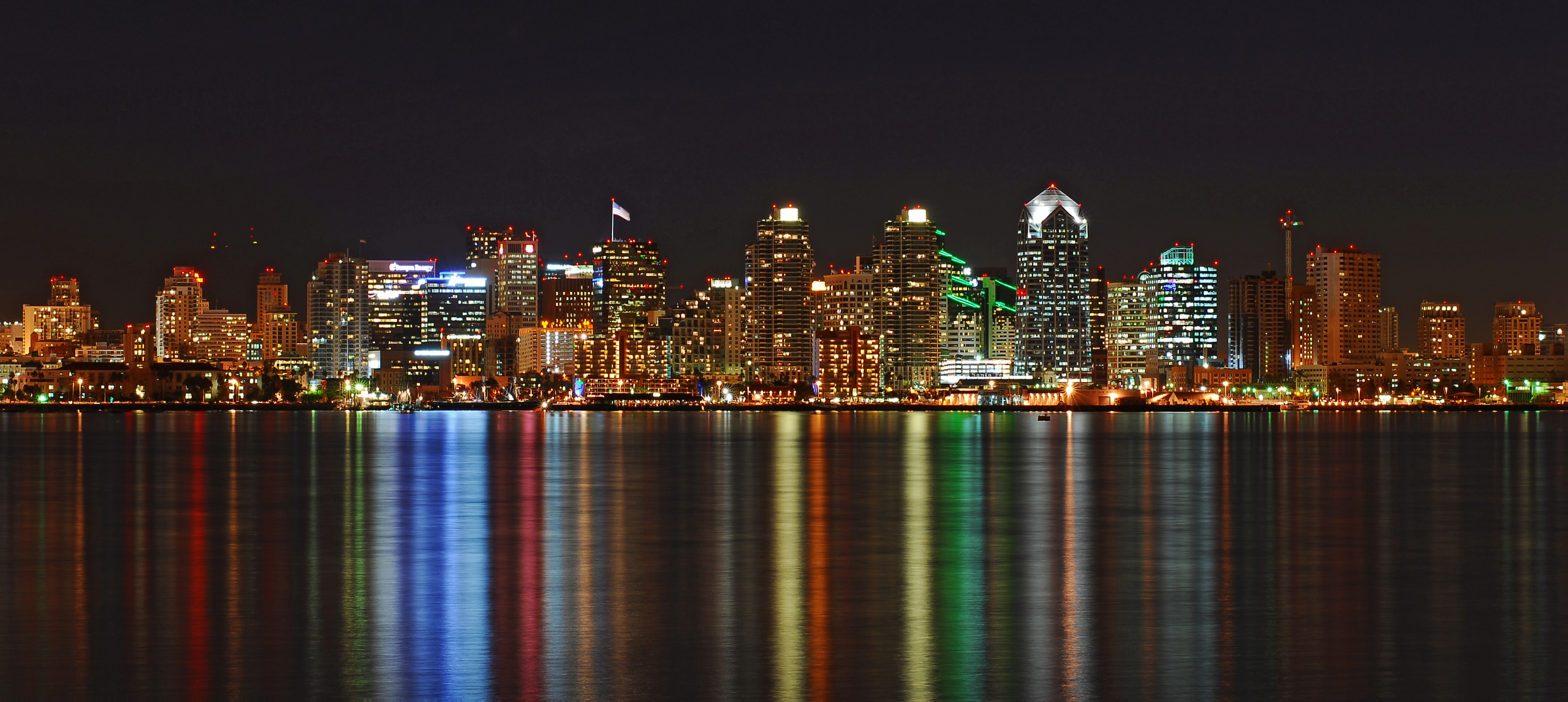
聖地亞哥夜景

美軍在聖地亞哥市設有多處军事基地，以美國海軍、美国海军陆战队、和美國海岸防衛隊為主。目前有兩艘航空母舰——即尼米茲號（CVN-68）和羅納德·雷根號（CVN-76）、數艘核潛艇、和一些其他軍艦以聖地亞哥為母港。海軍陸戰隊在此設有聖地亞哥新訓基地，為全美僅存兩處的海軍陸戰隊新兵訓練中心之一。有人稱聖地亞哥為「海军航空兵的誕生處」（Birthplace of Naval Aviation），雖然佛罗里达州彭薩科拉也以此自稱。
數艘美國海軍的軍艦為了紀念這個城市而以「聖地亞哥」為名，其中聖地牙哥號兩棲船塢運輸艦（USS San Diego LPD-22）為一艘聖安東尼奧級兩棲船塢運輸艦，已於2012年開始服役。

## 历史
- 西班牙帝国 1769–1821
- 墨西哥第一帝国 1821–1823
- 墨西哥合众国 1823–1848
- 加利福尼亚共和国 1846
- 美国 1848–现今

### 前殖民時期
該地區原來的居民現被稱為 San Dieguito 和 La Jolla 人。 聖地亞哥地區之後由 Kumeyaay 人居住。

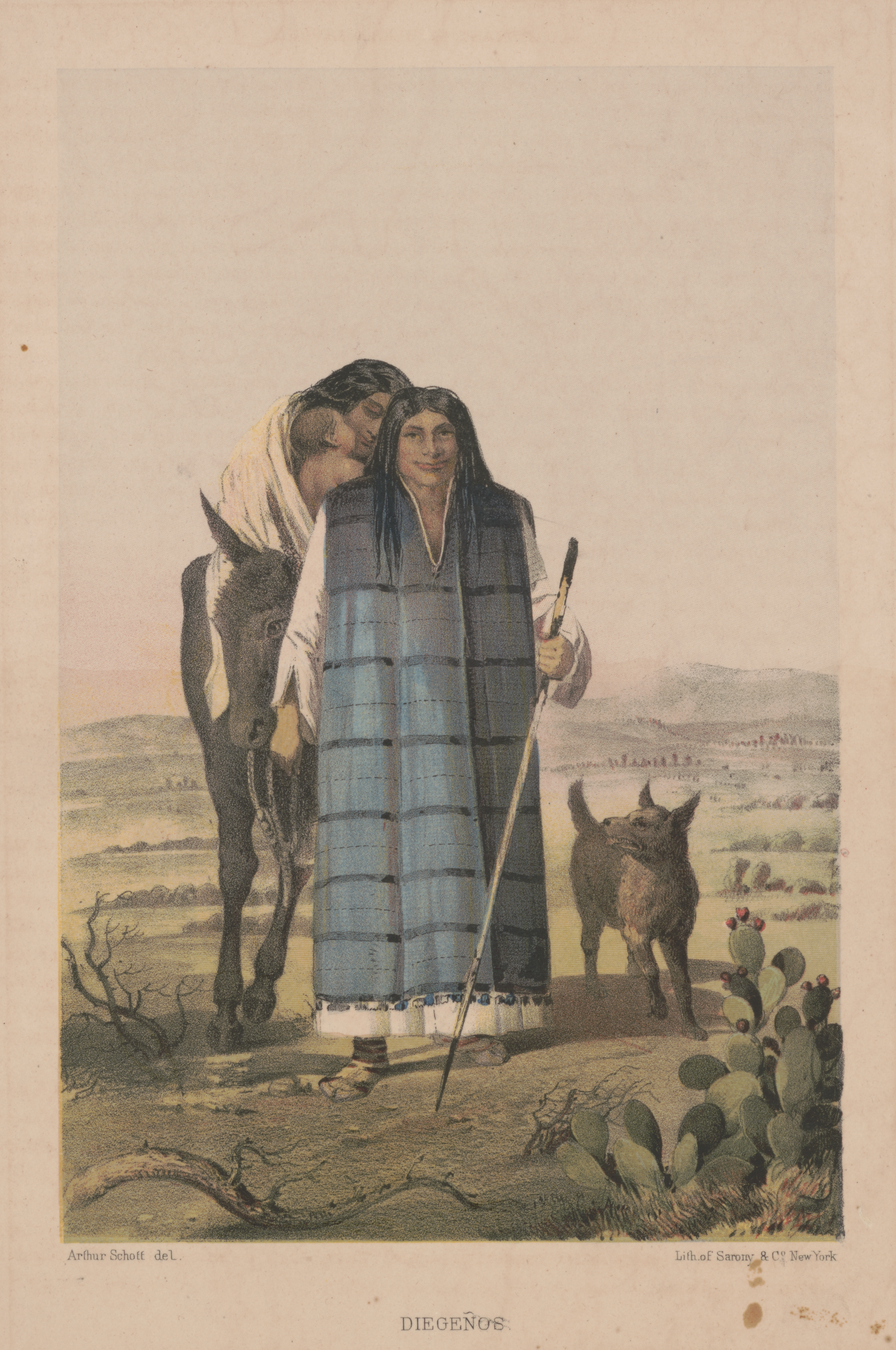
Kumeyaay 人，聖地亞哥原居民

### 西班牙時期
第一個造訪該地區的歐洲人是葡萄牙出生的探險家胡安·羅德里格斯·卡布里略（Juan Rodríguez Cabrillo）。他的旗艦 San Salvador 從新西班牙的Navidad出發，並在1542年宣稱該地為西班牙帝國的海灣，並命名為“San Miguel”。 1602年11月，塞巴斯蒂安·維斯卡諾（Sebastián Vizcaíno）被派去繪製加州的海岸。 維斯卡諾的旗艦 San Diego 抵達後，他調查了港口和海灣，並命名為 San Diego Didacus，或通常被稱為 San Diego de Alcalá。

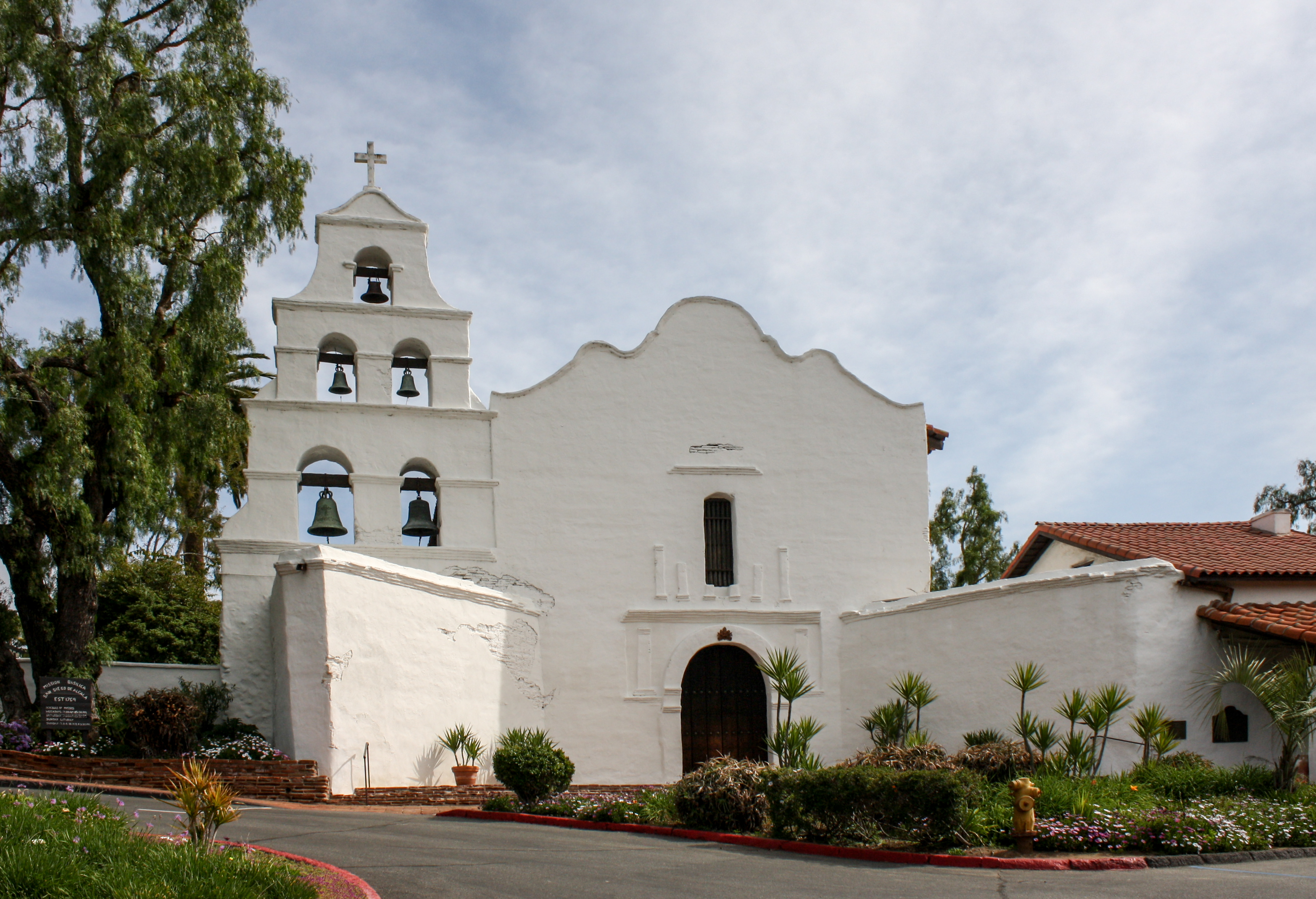
Mission San Diego de Alcalá 教堂

1769年5月，Gaspar de Portolà 在聖地亞哥河附近的一座小山上建立了聖地亞哥的 Fort Presidio。 這是歐洲人在現在加州的第一個定居點。 同年7月，Mission San Diego de Alcalá 教堂由方濟會修士在胡尼佩羅·塞拉 （Junípero Serra） 統治下創立。到1797年，這個教堂在上加利福尼亞省擁有最大的本地人口，有超過1,400名新成員居住在這個教堂當中和周圍。 聖地亞哥教堂是加州的歷史性路徑 El Camino Real（皇家之路）的南部主要節點。 Presidio 和 Mission San Diego 教堂現在都是國家歷史地標。

### 墨西哥时期
1821年，墨西哥从西班牙获得独立，圣地亚哥成为墨西哥上加利福尼亚省（Alta California）的一部分。 1822年，墨西哥试图扩大在上加利福尼亚省沿海领土的权力。普雷西迪奥山上的堡垒逐渐被遗弃，而圣地亚哥镇在普雷西迪奥山下的平地上长大。 1833年，墨西哥政府对特派团进行了世俗化，大部分特派团土地出售给了加利福尼亚州富裕的定居者。该镇的432名居民请求州长组成镇（pueblo）。胡安·玛丽亚·奥苏纳当选第一届镇长，在竞选中击败Pío Pico。 然而，圣地亚哥在1830年代失去人口，且1838年该镇失去了镇的地位，因为它的规模下降到估计有100到150名居民。除了城市之外，墨西哥的土地拨款扩大了适度增加到当地经济的加州农场的数量。
1846年，美国对墨西哥进行了战争，派出海军和陆上远征征服上加利福尼亚省。起初，他们很容易捕捉包括圣地亚哥在内的主要港口，但上加利福尼亚省南部的人们开始反击。在洛杉矶成功起义之后，美国驻圣地亚哥的驻军在1846年10月初被驱逐，但没有被开枪射杀。墨西哥游击队员占领圣地亚哥三个星期，直到1846年10月24日，美国人重新夺回圣地亚哥。在接下来的几个月里，美国人被镇压在了普什图里面。每天都有冲突发生，狙击手们甚至射杀镇子。加利福尼亚人驱赶牛群，希望把美国人和加利福尼亚州的支持者挨饿。美国驻军12月1日获悉，斯蒂芬·卡尼 (Stephen W. Kearney) 将军的龙骑兵在华纳的牧场。罗伯特·F·斯托克顿将军 (Robert F. Stockton) 在阿奇博尔德·吉莱斯皮 (Archibald Gillespie) 上尉的指挥下派遣了一个五十多人的装甲部队前往北方与他会面。他们联合指挥了150名返回圣地亚哥的男子，在安德烈斯·皮科（Andrés Pico）的带领下遇到了约93名加利福尼亚人。在随后的圣巴斯夸尔战役中，在现在是圣地亚哥市的圣帕斯夸尔山谷战役中，美国人遭受了他们在战役中最惨痛的损失。随后，由格雷中尉领导的一名专职人员从圣地亚哥抵达，拯救了卡尼受到重创的封锁指挥。
斯托克顿和卡尼继续收复洛杉矶，并于1847年1月13日通过“卡胡加条约”强迫上加利福尼亚省投降。由于1846年至1848年的美墨战争，上加利福尼亚省的领土，包括圣地亚哥，由墨西哥在1848年根据瓜达卢佩·伊达尔戈条约的条款被割让给美国。墨西哥谈判者的这个条约试图保留圣地亚哥作为墨西哥的一部分，但是美国人坚持认为圣地亚哥与旧金山几乎同等重要，墨西哥与美国的边界最终被建立为圣地亚哥湾最南端的一个联盟，以便将整个海湾包括在美国境内。

### 美国时期
加利福尼亚州于1850年纳入美国。同年，圣地亚哥被指定为新成立的圣地亚哥县的所在地，并作为一个城市注册成立。圣地亚哥最后一位大法官约书亚·比恩当选为第一任市长。两年后，这个城市破产了; 加利福尼亚立法机关撤销了这个城市的章程，并将其置于董事会的控制之下，直到1889年。城市宪章于该年重新建立。现今的城市宪章被采纳于1931年。

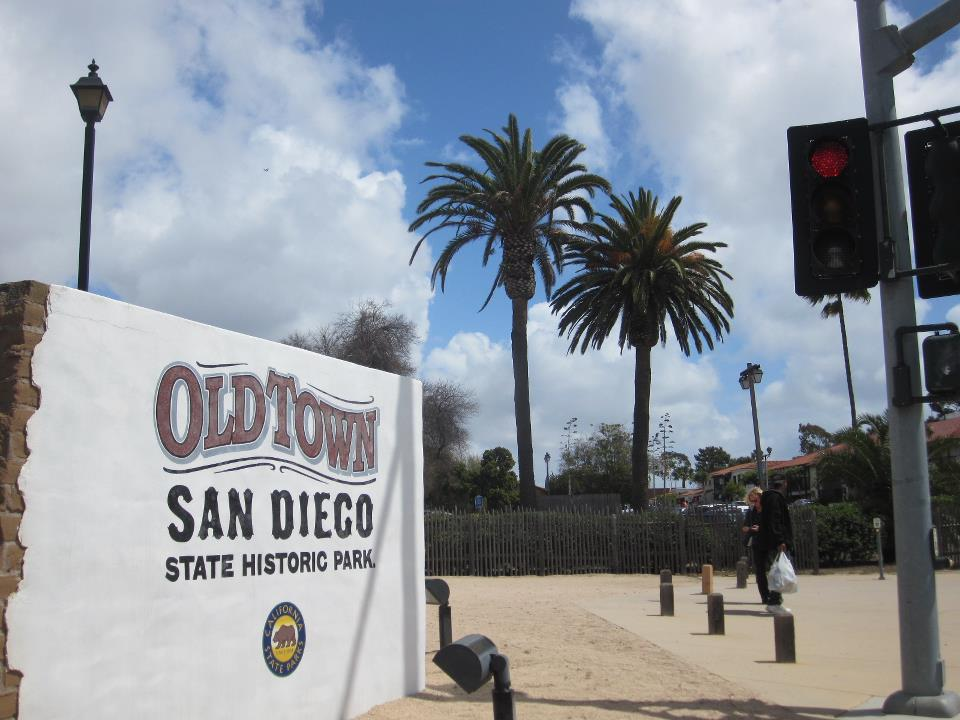
老城（Old Town）

圣地亚哥的原始城镇位于普雷西迪奥山脚下，现在是圣地亚哥旧城州立历史公园。这个位置并不理想，离La Playa的港口几英里就可以通航。 1850年，威廉·希斯·戴维斯（William Heath Davis）在原定居点以南几英里的海湾岸边推广了一个名为“新圣地亚哥”的新开发项目;然而，几十年来，新的发展只包括一个码头，一些房屋和一个军营，以支持尤马堡。 1854年后，堡垒由科罗拉多河上的海上和汽船供应，车库被废弃。从1857年到1860年，圣地亚哥成为圣安东尼奥 - 圣地亚哥邮递线的西部总站，这是从德克萨斯州通过新墨西哥州不到30天，从美国东部到加利福尼亚州的最早的陆上驿马车和邮件运营。
在十九世纪六十年代后期，阿隆索·霍顿（Alonzo Horton）推广被称为“新城”（New Town）的海湾地区，并成为圣地亚哥市中心。霍顿大力推广这一地区，人们和企业开始搬迁到新城，因为它在圣地亚哥湾的位置便于运输。新城很快就代替老城，成为城市的经济和政府中心。尽管如此，圣地亚哥仍然是一个相对封闭的城镇，直到1878年铁路的到来。

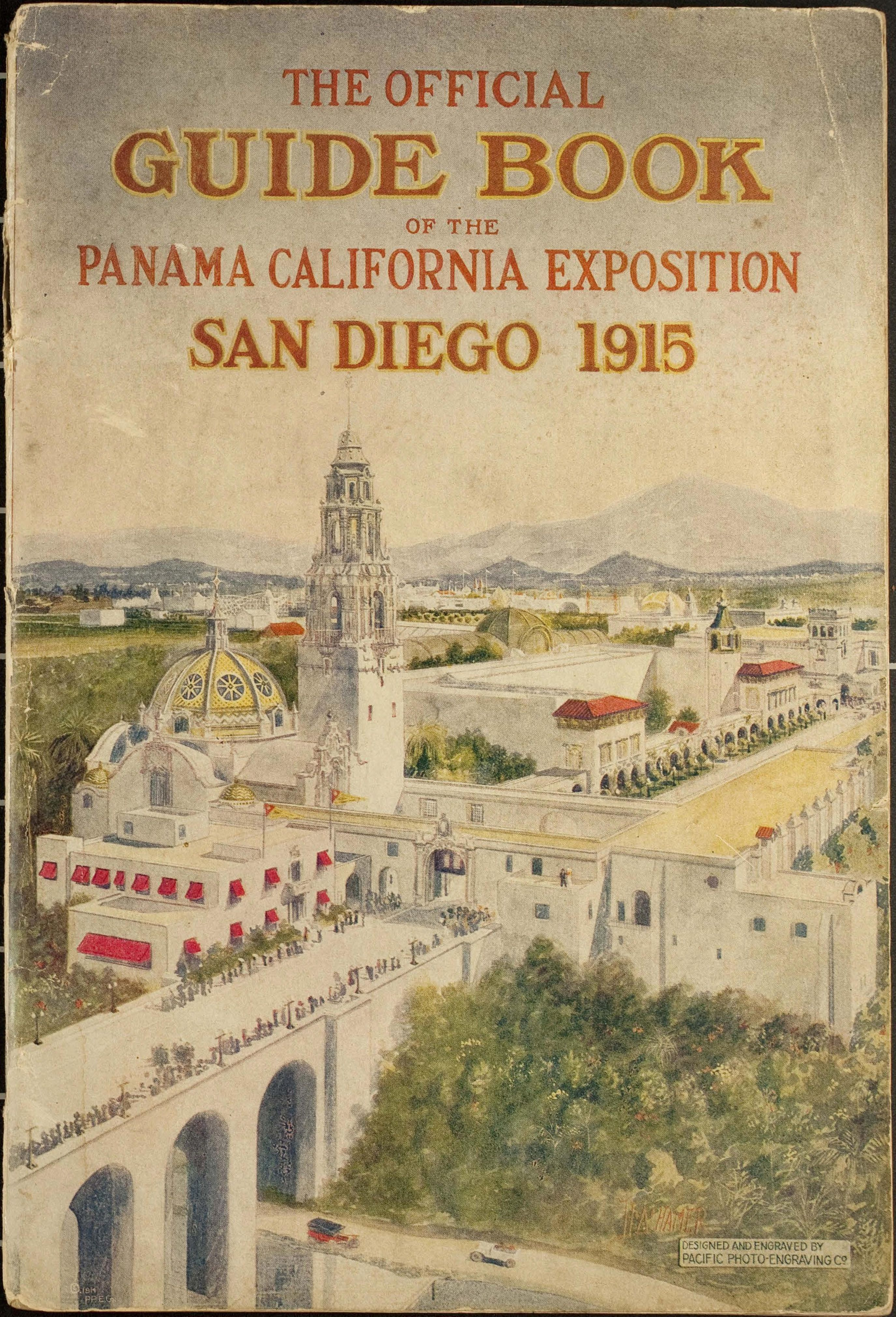
1915年世界博览会

在20世纪初，圣地亚哥主办了两个世界博览会：1915年的巴拿马 - 加利福尼亚博览会和1935年的加州太平洋国际博览会。两个博览会都在巴尔波亚公园举行，许多西班牙/巴洛克风格的建筑那些为这些展览而建的作为公园的中心特色至今仍然存在。这些建筑物当时设计为临时建筑物，但是大部分建筑物仍然在继续使用，直到逐渐失修。大多数都是最终重建，使用原来的外墙铸件保留的建筑风格。在1915年博览会上展出的外来动物的动物园为圣地亚哥动物园提供了基础。在二十世纪五十年代，有一个名为Fiesta del Pacifico的全市性节日，突出了该地区的西班牙和墨西哥过去。在2010年代，有人提出大规模庆祝巴尔博亚公园诞辰100周年的建议，但是当负责举办庆祝活动的机构歇业时，这些计划就被放弃了。

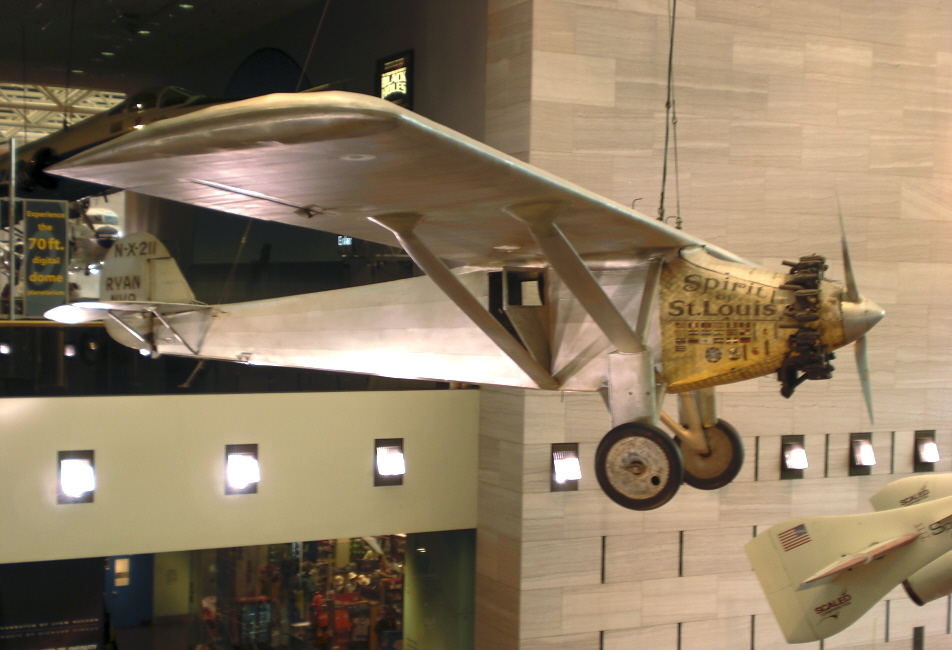
圣路易斯精神号 (Spirit of St. Louis)，由林德伯格驾驶

早在1852年，洛马角半岛 (Point Loma)的南部便被用于军事目的。在接下来的几十年里，陆军建立了一系列的沿海炮台并命名为 Fort Rosecrans。重要的美国海军的存在始于1901年，在洛马角建立了海军加煤站，并在20世纪20年代大大扩张，形成今天的洛玛角海军基地。到1930年，这个城市主办了圣地亚哥海军基地，圣地亚哥海军训练中心，圣地亚哥海军医院，马修斯营和卡尔尼营（现在的海军陆战队空中站米拉马尔）。这个城市也是早期的航空中心：早在第一次世界大战之前，圣地亚哥就宣布自己是“西方的航空之都”。这个城市是重要的飞机开发商和制造商，如成立于1925年的瑞安航空公司以及成立于1923年的合并飞机（后来的Convair）。查尔斯·林德伯格的飞机“圣路易斯精神号”于1927年由瑞安航空公司在圣地亚哥建造。
在第二次世界大战期间，圣地亚哥成为军事和国防活动的主要枢纽，因为其拥有众多军事设施和防务制造商。第二次世界大战期间和之后，这个城市的人口迅速增长，在1930年（147995人）到1950年（333865人）之间翻了一倍多。
第二次世界大战后，军队继续在当地经济中发挥重要作用，但冷战后的削减给当地的防务和航天工业造成了沉重的打击。由此造成的经济衰退导致圣地亚哥领导人寻求通过研究，科学以及旅游业来实现城市经济的多元化。
从20世纪70年代开始，圣地亚哥有美国的金枪鱼捕捞船队和金枪鱼罐头工业基地。圣地亚哥的第一个金枪鱼罐头工厂成立于1911年。到20世纪30年代中期，罐头工厂雇用了1000多人。一支庞大的渔船队支持这些罐头厂。他们大部分是来自日本的移民渔民，后来一些来自葡萄牙的亚速尔群岛和意大利。这些移民的影响力仍能在现今的小意大利和洛马角这样的社区感受到。由于成本上涨和外国竞争，最后的罐头制造厂在20世纪80年代初关闭。
圣地亚哥市中心在20世纪60年代和70年代衰落，但自从20世纪80年代初以来经历了一些城市更新，包括霍顿广场的开放，瓦斯灯街区的复兴和圣地亚哥会议中心的建设; Petco公园在2004年开放。

## 地理

### 氣候
聖地亞哥屬地中海型氣候（都市区部分地区属半干旱气候），冬季温和无霜或雪（上次低于或等于0℃的气温为1963年1月13日），春夏迟，秋季暖和暂短。大体上終年乾燥少雨，雨季为11月至4月，可测量降水年均日数只有41.5天。5、6月份经常出现“灰色五月”或“幽暗六月”。此情况下，海岸多云；同时，距海岸仅有8至16公里的内陆受晴朗天气。
根據1991至2020年在聖地亞哥國際機場的數據，日最低气温低于或等于5 °C（41 °F）的平均日数为1.8天；日最高气温超过30 °C（86 °F）的日数年均只有9.0天（东郊超过100天），35 °C（95 °F）以上的气温为罕见。最冷月（12月）均温14.4 °C（57.9 °F），极端最低气温−4 °C（25 °F）（1913年1月7日）。最热月（8月）均温22.4 °C（72.4 °F），极端最高气温44 °C（111 °F）（1963年9月26日）。年均降水量约249（9.79英寸），1953年降水量最少（只有87（3.41英寸）），1884年降水量最多（当年降水量为701（27.59英寸））。
| 聖地亞哥國際機場（1991–2020年正常值，1850年至今極端數據） | 聖地亞哥國際機場（1991–2020年正常值，1850年至今極端數據） | 聖地亞哥國際機場（1991–2020年正常值，1850年至今極端數據） | 聖地亞哥國際機場（1991–2020年正常值，1850年至今極端數據） | 聖地亞哥國際機場（1991–2020年正常值，1850年至今極端數據） | 聖地亞哥國際機場（1991–2020年正常值，1850年至今極端數據） | 聖地亞哥國際機場（1991–2020年正常值，1850年至今極端數據） | 聖地亞哥國際機場（1991–2020年正常值，1850年至今極端數據） | 聖地亞哥國際機場（1991–2020年正常值，1850年至今極端數據） | 聖地亞哥國際機場（1991–2020年正常值，1850年至今極端數據） | 聖地亞哥國際機場（1991–2020年正常值，1850年至今極端數據） | 聖地亞哥國際機場（1991–2020年正常值，1850年至今極端數據） | 聖地亞哥國際機場（1991–2020年正常值，1850年至今極端數據） | 聖地亞哥國際機場（1991–2020年正常值，1850年至今極端數據） |
| 月份 | 1月                                                       | 2月                                                       | 3月                                                       | 4月                                                       | 5月                                                       | 6月                                                       | 7月                                                       | 8月                                                       | 9月                                                       | 10月                                                      | 11月                                                      | 12月                                                      | 全年                                                      |
| --- | --------------------------------------------------------- | --------------------------------------------------------- | --------------------------------------------------------- | --------------------------------------------------------- | --------------------------------------------------------- | --------------------------------------------------------- | --------------------------------------------------------- | --------------------------------------------------------- | --------------------------------------------------------- | --------------------------------------------------------- | --------------------------------------------------------- | --------------------------------------------------------- | --------------------------------------------------------- |
| 历史最高温 °C（°F） | 31 (88)                                                   | 33 (91)                                                   | 37 (99)                                                   | 37 (98)                                                   | 37 (98)                                                   | 38 (101)                                                  | 38 (100)                                                  | 37 (98)                                                   | 44 (111)                                                  | 42 (107)                                                  | 38 (100)                                                  | 31 (88)                                                   | 44 (111)                                                  |
| 平均最高温 °C（°F） | 26.1 (78.9)                                               | 25.9 (78.6)                                               | 26.7 (80.1)                                               | 27.9 (82.2)                                               | 26.4 (79.5)                                               | 26.6 (79.9)                                               | 28.3 (83.0)                                               | 29.6 (85.3)                                               | 32.5 (90.5)                                               | 31.1 (87.9)                                               | 29.4 (84.9)                                               | 24.9 (76.8)                                               | 34.3 (93.8)                                               |
| 平均高温 °C（°F） | 19.1 (66.4)                                               | 19.0 (66.2)                                               | 19.4 (67.0)                                               | 20.4 (68.8)                                               | 20.8 (69.5)                                               | 22.1 (71.7)                                               | 24.1 (75.3)                                               | 25.2 (77.3)                                               | 25.1 (77.2)                                               | 23.7 (74.6)                                               | 21.5 (70.7)                                               | 18.9 (66.0)                                               | 21.6 (70.9)                                               |
| 平均低温 °C（°F） | 10.2 (50.3)                                               | 11.0 (51.8)                                               | 12.5 (54.5)                                               | 13.9 (57.1)                                               | 15.6 (60.0)                                               | 17.0 (62.6)                                               | 18.9 (66.1)                                               | 19.7 (67.5)                                               | 19.0 (66.2)                                               | 16.4 (61.5)                                               | 12.7 (54.8)                                               | 9.9 (49.8)                                                | 14.7 (58.5)                                               |
| 平均最低温 °C（°F） | 5.9 (42.6)                                                | 7.3 (45.1)                                                | 8.7 (47.6)                                                | 10.6 (51.0)                                               | 12.9 (55.3)                                               | 15.0 (59.0)                                               | 16.9 (62.4)                                               | 17.4 (63.3)                                               | 15.9 (60.7)                                               | 12.6 (54.6)                                               | 8.1 (46.5)                                                | 5.4 (41.7)                                                | 4.8 (40.7)                                                |
| 历史最低温 °C（°F） | −4 (25)                                                   | 1 (34)                                                    | 2 (36)                                                    | 4 (39)                                                    | 7 (45)                                                    | 10 (50)                                                   | 12 (54)                                                   | 12 (54)                                                   | 10 (50)                                                   | 6 (43)                                                    | 2 (36)                                                    | 0 (32)                                                    | −4 (25)                                                   |
| 平均降雨量 mm（） | 50 (1.98)                                                 | 56 (2.20)                                                 | 37 (1.46)                                                 | 17 (0.65)                                                 | 7.1 (0.28)                                                | 1.3 (0.05)                                                | 2.0 (0.08)                                                | 0.25 (0.01)                                               | 3.0 (0.12)                                                | 13 (0.50)                                                 | 20 (0.79)                                                 | 42 (1.67)                                                 | 249 (9.79)                                                |
| 平均降雨天数（≥ 0.01 in） | 6.5                                                       | 7.1                                                       | 6.2                                                       | 3.8                                                       | 2.2                                                       | 0.7                                                       | 0.7                                                       | 0.3                                                       | 0.9                                                       | 2.4                                                       | 3.7                                                       | 5.8                                                       | 40.3                                                      |
| 平均相對濕度（％） | 67                                                        | 69                                                        | 70                                                        | 69                                                        | 73                                                        | 75                                                        | 76                                                        | 76                                                        | 75                                                        | 72                                                        | 67                                                        | 65                                                        | 71                                                        |
| 月均日照時數 | 239.3                                                     | 227.4                                                     | 261.0                                                     | 276.2                                                     | 250.5                                                     | 242.4                                                     | 304.7                                                     | 295.0                                                     | 253.3                                                     | 243.4                                                     | 230.1                                                     | 231.3                                                     | 3,054.6                                                   |
| 可照百分比 | 75                                                        | 74                                                        | 70                                                        | 71                                                        | 58                                                        | 57                                                        | 70                                                        | 71                                                        | 68                                                        | 69                                                        | 73                                                        | 74                                                        | 69                                                        |
| 来源：NOAA（1981–2010年相对湿度；1961–1990年日照） 聖地亞哥國際交換站，1850年10月–1859年12月在氣象局（1860年–1871年9月無記錄），1871年11月–1939年6月在市中心各地，1939年7月起在聖地亞哥國際機場。降水、氣溫、與降雪記錄分別始於1850年10月1日、1874年10月4日和1893年10月1日。 |                                                           |                                                           |                                                           |                                                           |                                                           |                                                           |                                                           |                                                           |                                                           |                                                           |                                                           |                                                           |                                                           |

## 政府

### 地方政府

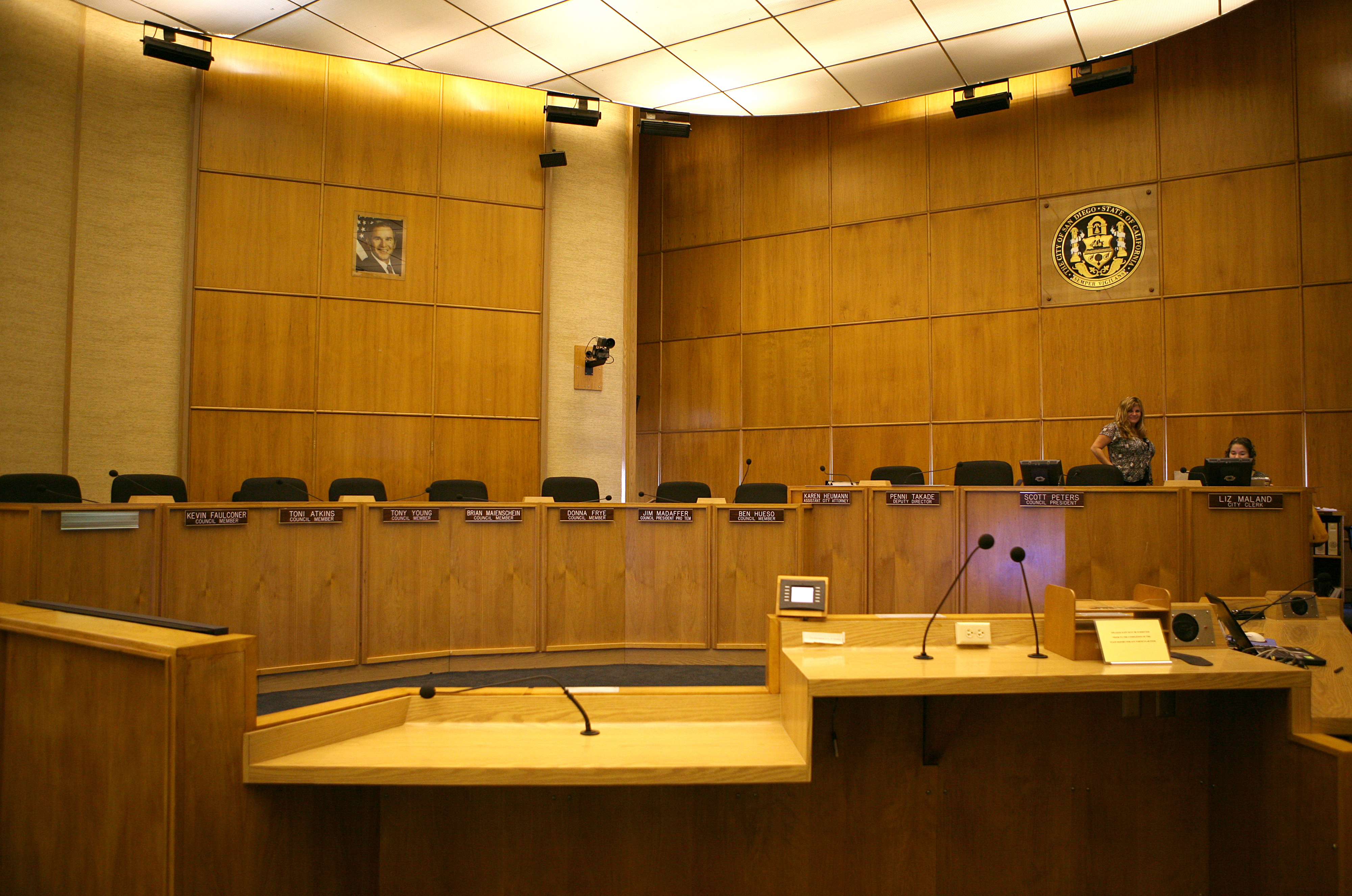
聖地亞哥市議會議場

聖地亞哥市政府是由一位市長和一個9名議員的市議會所組成。市政府的組織結構自2006年起，由議會-經理制轉變為市長-議會制的「強市長」系統。這個轉變始於2004年全市選舉中通過的提案。在這個系統裡，市長為該市的行政長官，市議會則為該市的立法組織。市議員由聖地亞哥市的9個選區個別選出，市長和市檢察長則由全市選出。市長、市檢察長、和市議員的任期為一任4年，可連任一次。根據加州法律市政府的民選官員是無黨派的，但大多經選舉產生的市政府官員都會公佈自身的黨派為民主黨或共和黨等。在2007年的登記選民中，登記為民主黨的比例以7比6大於登記為共和黨的選民，在市議會裡民主黨也以5比4佔多數。
聖地亞哥位於聖地亞哥郡內，故市民在部分事務上也受到郡政府管轄。郡政府由一個5名監事的監事會所組成，聖地亞哥市包括全部或部分的第1、第2、第3、和第4郡監事選區。
鄰接聖地亞哥灣的潮汐地是由聖地亞哥港管理。聖地亞哥港是一個半官方機構，擁有並管理所有聖地亞哥灣的潮汐地，負責土地的使用規劃、治安、和其他相關責任。聖地亞哥是地區性規劃機構聖地亞哥地區政府協會 (San Diego Association of Governments；SANDAG) 的一份子。市內的公立學區則由各個學區自行管理和負責撥款。

### 州和聯邦政府
在加州州議會中，聖地牙哥因位於州參議院第36、第38、第39、和第40選區而分別由共和黨籍Joel Anderson和Mark Wyland、以及民主黨籍Christine Kehoe和Juan Vargas代表，而在州眾議院則因位於第74、第75、第76、第77、第78、和第79th選區而分別由共和黨籍Martin Garrick和Nathan Fletcher、民主黨籍Toni Atkins、共和黨籍Brian Jones、民主黨籍Marty Block和Ben Hueso代表。

## 人口统计

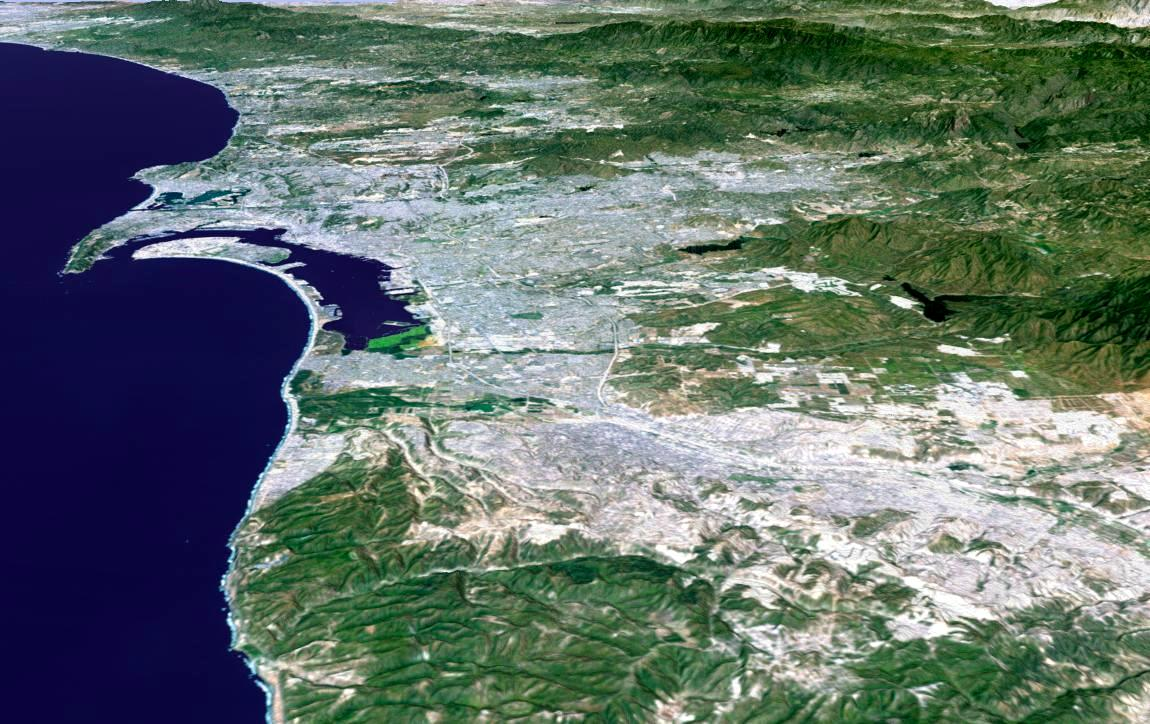
聖地牙哥空照圖

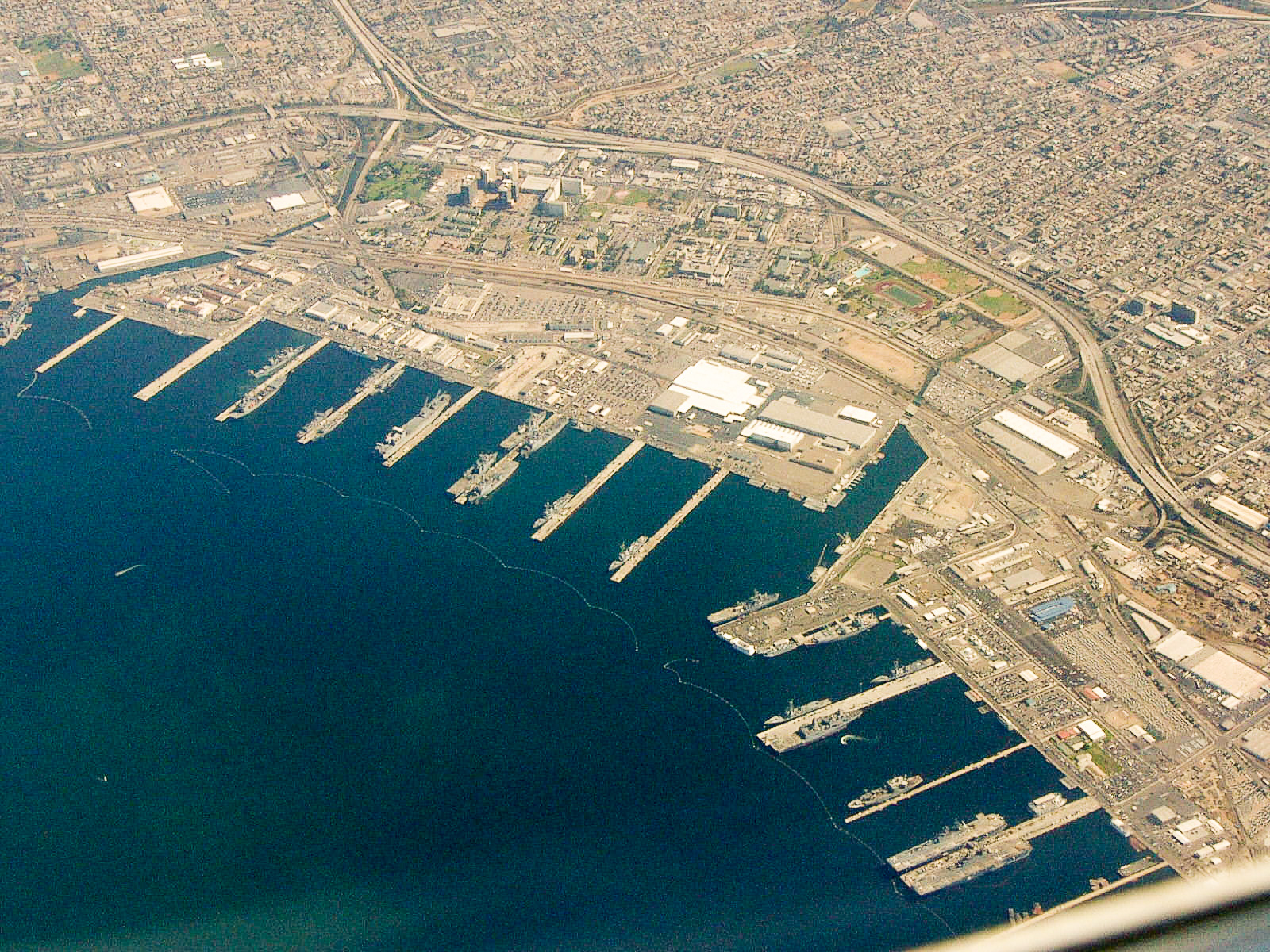
聖地牙哥海軍基地

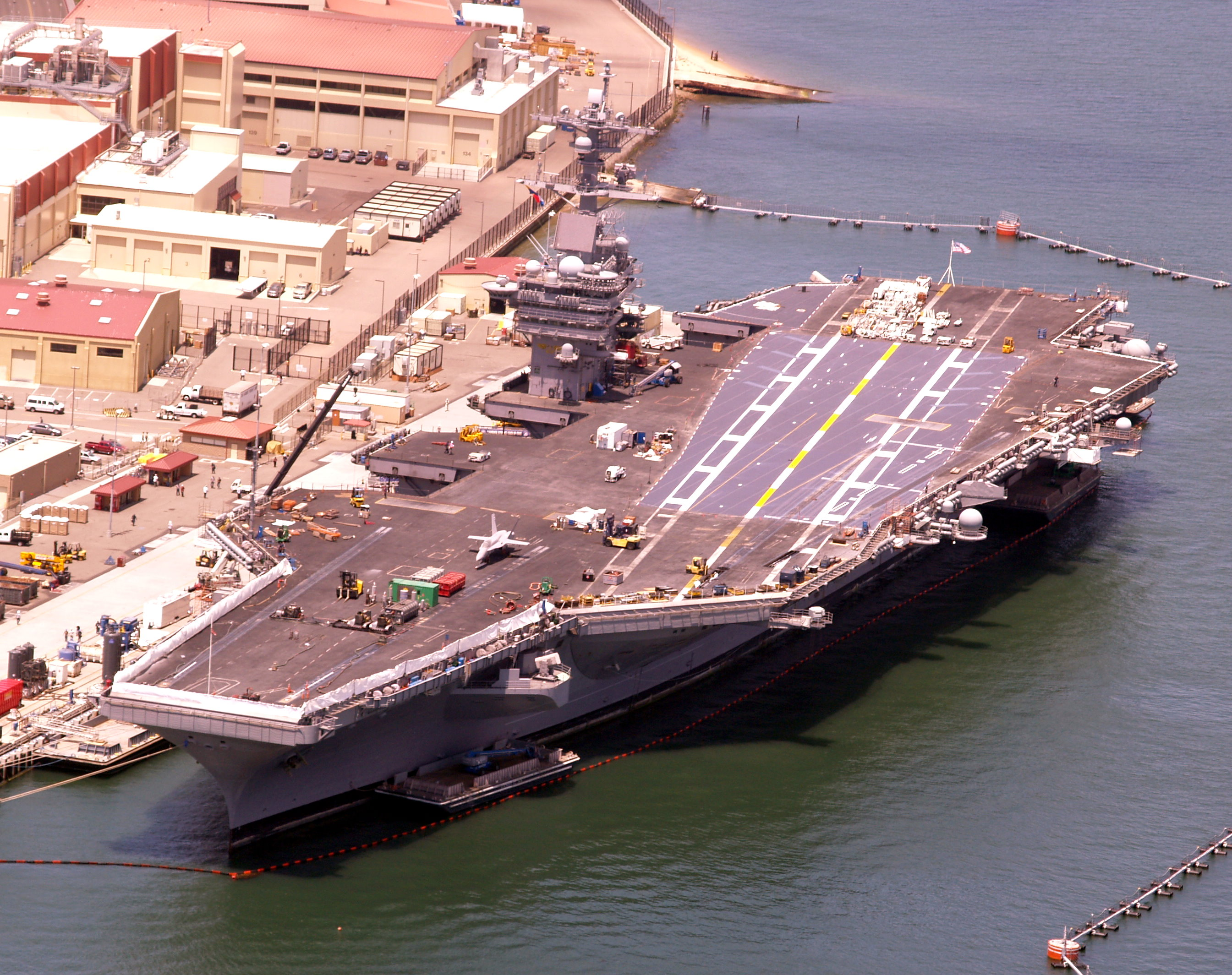
卡爾文森號航空母艦，聖地牙哥海軍基地

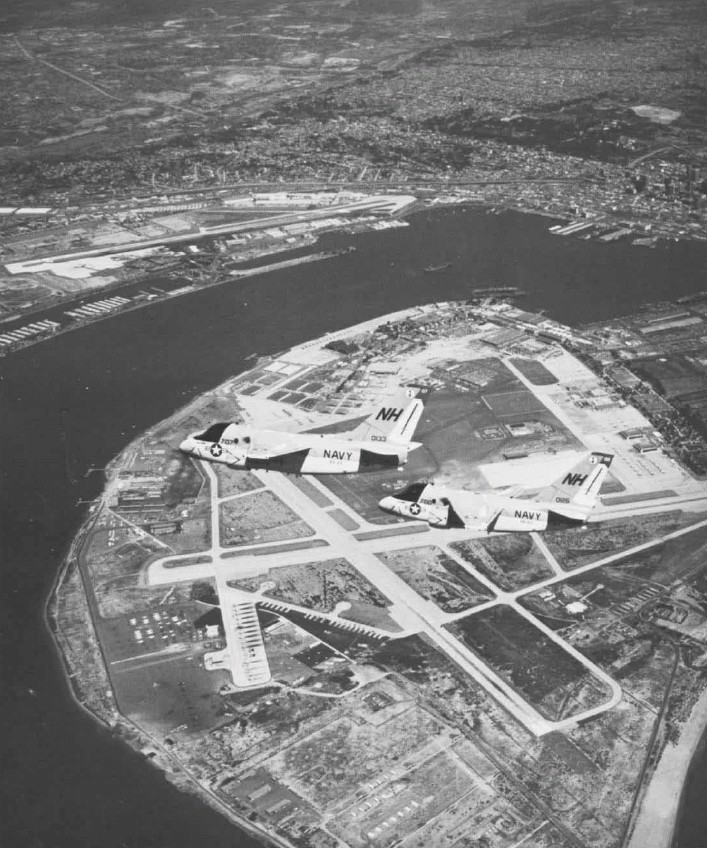
北島海軍航空站

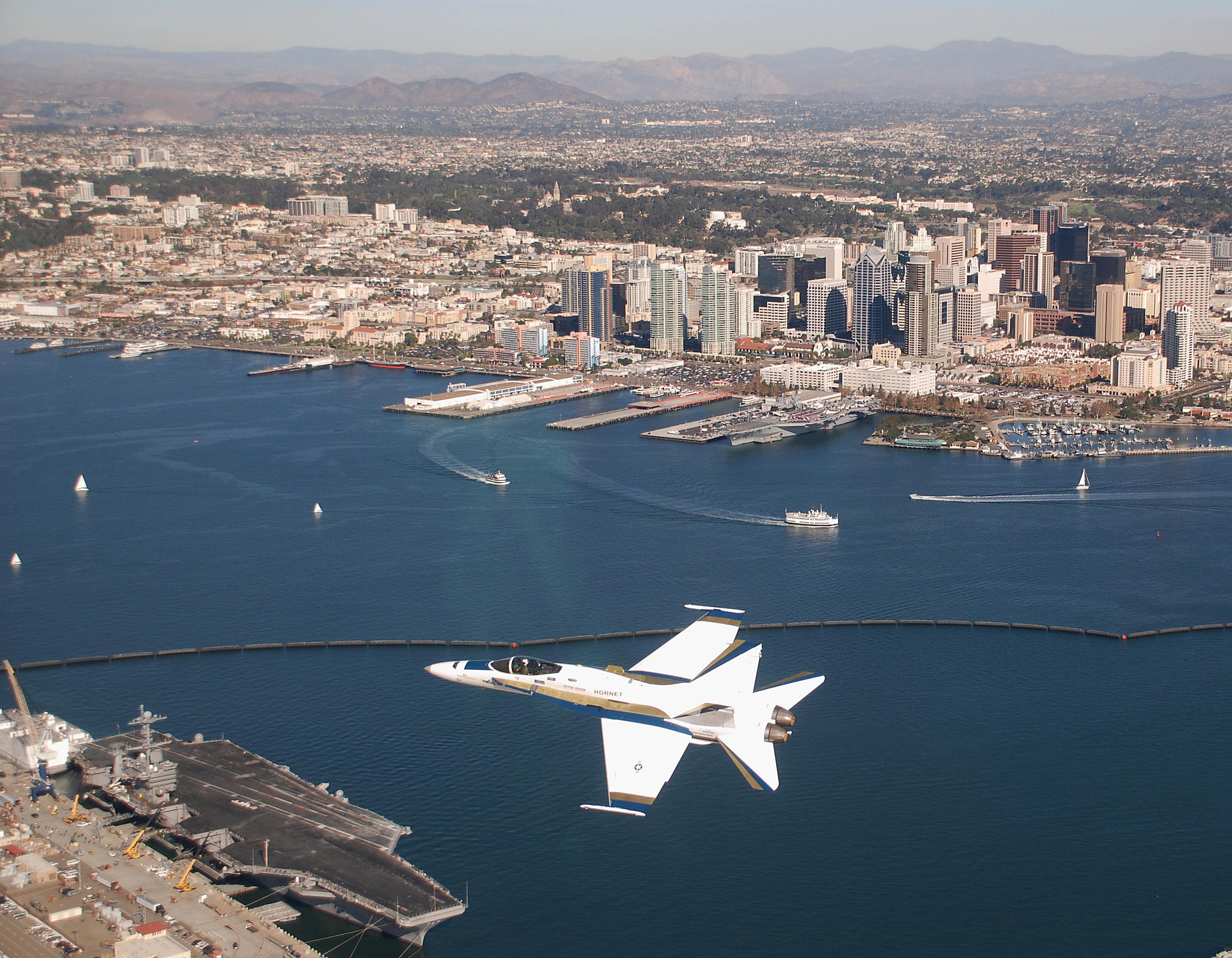
航空母艦基地在當地提供55000個職缺

根据2010年的人口普查，该市有1,307,402人，285,221个家庭生活在城市裡。2016年估计的城市人口为1,406,630人。人口密度为每平方英里4325.5人（每平方公里1670.08人）

### 种族
由美国人口普查局主导的美国社区调查（2005-2007年）显示：美国白人占圣地亚哥人口的65.3%，其中48.2%为非西班牙裔白人。黑人或非洲美国人占6.9%，其中6.7%为非西班牙的黑人。美洲印第安人占城市人口的0.6%，其中0.3%为非西班牙裔。亚裔美国人占城市人口的15%，其中14.8%为非西班牙裔。太平洋岛屿美国人占0.4%，其中0.3%为非西班牙裔。来自于其他种族的个人占到城市人口的8.3%，其中0.3%为非西班牙裔。2种或2种以上种族混血的人口占3.5%，其中2.4%为非西班牙裔。此外，西班牙裔和拉丁裔占圣地亚哥市人口的27%。

### 犯罪
如同许多大城市，1999年到2000年犯罪率已经下降，不过在21世纪的头几年有轻微的上升。2004年，聖地亞哥在美国所有居民超过50万的城市中犯罪率排第6低。从2002年到2006年，总体犯罪率下降了0.8%，不过在具体犯罪类别上分布的并不均匀。同时暴力犯罪在这段时间下降了12.4%，财产犯罪上升了1.1%。总的财产犯罪低于2004年的全国平均水平。

## 经济
圣地亚哥经济的3个最主要部分分别是国防工业、制造业和旅游业。

### 国防
圣地亚哥的经济受其港口身份的影响，包括在美国西海岸唯一的主要潜艇和船舶制造厂，同时驻扎有全世界规模最大的海军舰队。由于圣地亚哥的军事影响力，一些主要的国防工业承包商把总部设在这里并进行生产，包括通用原子公司和国家钢材与造船公司。
圣地亚哥的军事基地包括美国海军设施，海军陆战队基地和海岸警卫队驻地。 这座城市是美国太平洋舰队大部分水面战舰，所有海军西海岸两栖舰艇以及各种海岸警卫队和军事海运指挥舰的所在地。

### 制造业
圣地亚哥有发展无线蜂窝式电话技术的公司。高通公司（Qualcomm）在圣地亚哥建立并且总部也在此。该公司是圣地亚哥县最大的私营雇主之一。根据圣地亚哥商务周刊的说法，圣地亚哥最大的软件公司是Websense股份有限公司，该公司主要提供软件安全服务。同时该市又有超过400家的生物科技公司。

### 旅游业
由于城市的气候，海滩和旅游景点，如巴尔博亚公园，贝尔蒙特游乐园，圣地亚哥动物园，圣地亚哥动物园野生动物园和圣地亚哥海洋世界，当地的旅游业成为一个主要产业。 圣地亚哥的西班牙和墨西哥遗产遍布整个城市的许多历史遗迹，如圣地亚哥传道院（Mission San Diego de Alcalá）和圣地亚哥古城州立历史公园。 此外，当地的工艺酿造业吸引了越来越多的游客参加“啤酒之旅”和11月份的圣地亚哥啤酒周，因此，圣地亚哥被称为“美国的工艺啤酒之都”。
圣地亚哥县2012年接待了超过3200万的游客; 消费总额达到大约80亿美元。 旅游行业为超过16万人提供了就业机会。
圣地亚哥的邮轮业曾经在加州名列第二。 许多邮轮线路在圣地亚哥运行。 然而，自2008年以来，邮轮业务一直在下滑，当时该港口接待了超过250艘船舶和90多万名乘客。 到2011年，轮船的数量已经下降到103艘（估计）。
圣地亚哥湾和米慎湾有当地的观光游轮，以及赏鲸游轮观察灰鲸的迁徙，其旺季在1月中旬。 运动捕鱼是另一个受欢迎的旅游项目。圣地亚哥是南加州最大的运动捕鱼船队的所在地。

### 个人收入
在2000年，城市每一位住户的平均收入为45733美元，家庭的平均收入为53060美元。男性平均收入为36984美元，而女性平均为31076美元。人均GDP收入城市为23609美元。有大约10.6%的家庭和14.6%的人口生活在贫困线以下，这里面包括20%的18岁以下居民和7.6%的65岁以上居民。据SANDAG估计，截止到2008年，家庭平均收入涨到了66715美元。

## 文化
圣地亚哥有诸多热门博物馆，例如圣地亚哥艺术博物馆, 圣地亚哥汽车博物馆，圣地亚哥航空航天博物馆，圣地亚哥自然历史博物馆, 和圣地亚哥人类博物馆，都在巴爾波亞公園里面。而中途岛号航空母舰博物馆则位于圣地亚哥市中心的港口，这个博物馆提供了参观久负盛名的尼米兹级航母及各种美军历史上的著名战机的机会。另外圣地亚哥的海洋世界游乐园位于市中心西北部的海湾内，从市中心开车15分钟就可抵达。

## 教育

### 大学

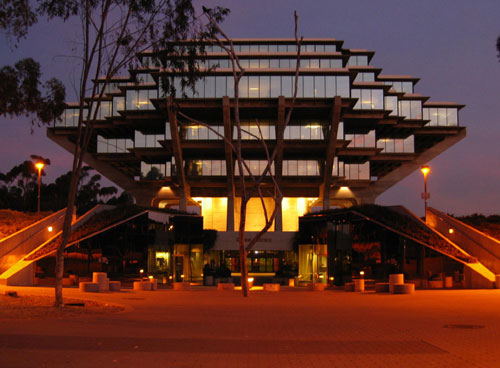
加利福尼亚大学圣地亚哥分校盖泽尔图书馆

- 加利福尼亚大学圣地亚哥分校（英語：University of California, San Diego, UCSD）
- 圣迭戈州立大学（英語：San Diego State University, SDSU）
- 聖地牙哥大學（英語：San Diego University, SDU）

## 交通
- 聖地亞哥國際機場 (SAN) 是美国最繁忙的单一跑道机场。2016年，其运输量达到2千万人次。[16]
- 公交系统：圣地亚哥大都会公交系统，拥有三条主要轻轨线路及诸多公交车线路。
- 铁路：
  - 太平洋冲浪者号 至洛杉矶及圣路易斯奥比斯波，起始于 Santa Fe Depot 火车站。
  - Coaster 火车连接圣地亚哥市中心与 Oceanside 市。
- 公路：
  - 5號州際公路 往蒂华纳及洛杉矶
  - 8號州際公路 往亚利桑那州
  - 15號州際公路 往圣贝纳迪诺，拉斯维加斯

## 体育

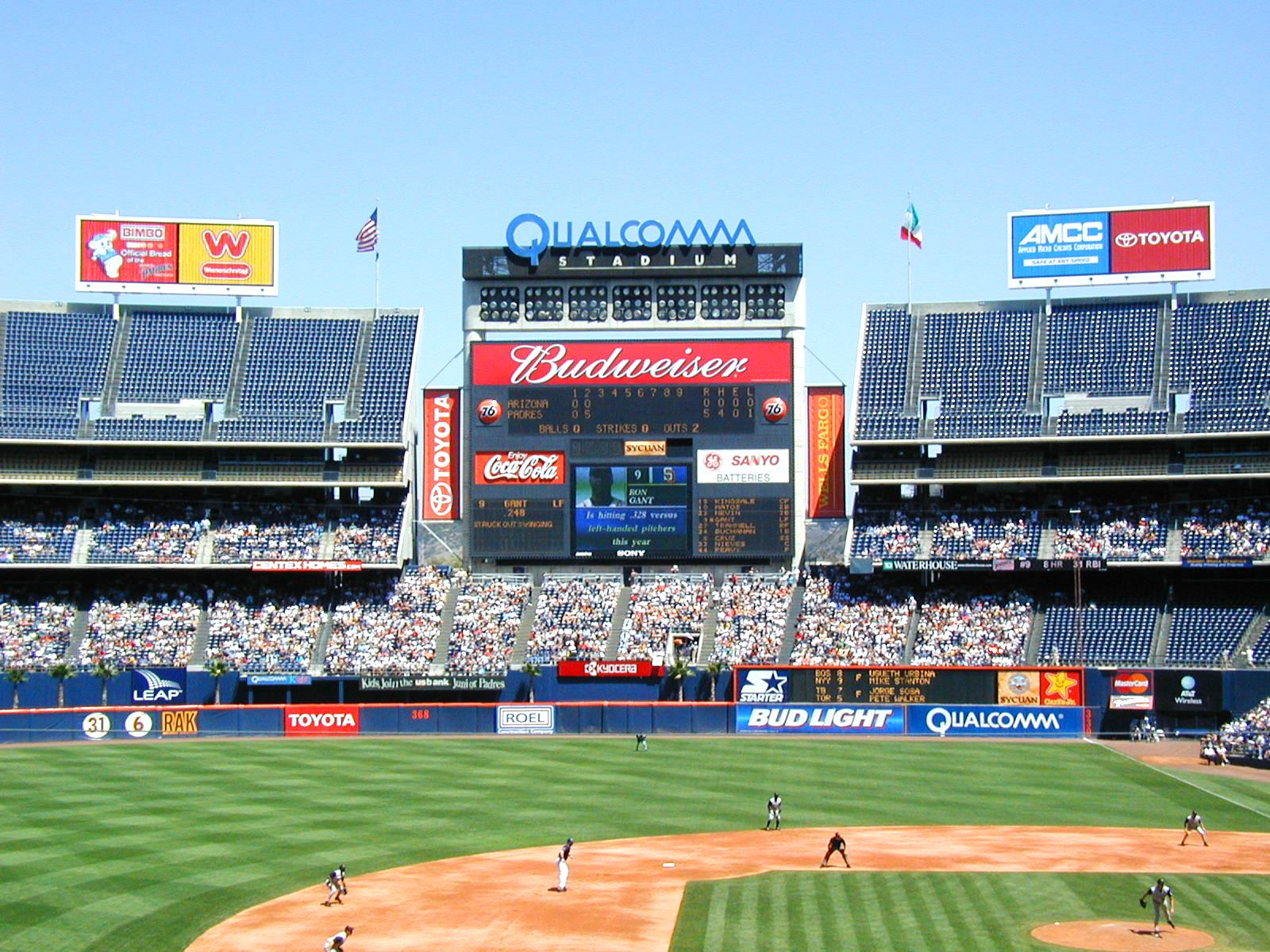
SDCCU 體育場

- MLB 的聖地牙哥教士
  - Petco Park 球場
- AHL 的聖地亞哥海鷗（英语：San Diego Gulls）
  - 觀穀俱樂部中心（英语：Valley View Casino Center）（旧名聖地亞哥競技場（San Diego Sports Arena），於2010年更名）
- NFL 的閃電隊（1961-2016，現為洛杉磯閃電隊）
  - SDCCU 體育場 （旧名高通體育場，於2017年更名，2020年停用拆除）

## 友好城市
圣地亚哥共有16个友好城市。
- 西班牙埃纳雷斯堡
- 巴西坎皮纳斯
- 菲律賓甲米地省
- 英国爱丁堡
- 阿富汗贾拉拉巴德
- 全州市
- 墨西哥莱昂
- 珀斯
- 中华人民共和国泉州市[18]
- 中華民國台中市[19]
- 特马
- 墨西哥提华纳
- 俄羅斯海参崴
- 波蘭华沙[20]
- 中华人民共和国烟台市
- 日本横滨市[21]